# Sisyra pallida
Sisyra pallida là một loài côn trùng trong họ Sisyridae thuộc bộ Neuroptera. Loài này được Meinander miêu tả năm 1978.